# Caillardia dilatata
Caillardia dilatata är en insektsart som beskrevs av Loginova 1978. Caillardia dilatata ingår i släktet Caillardia och familjen rundbladloppor. Inga underarter finns listade i Catalogue of Life.